# Jiangxi Open 2023
Jiangxi Open 2023 byl tenisový turnaj na ženském profesionálním okruhu WTA Tour hraný v Mezinárodním tenisovém centru. Sedmý ročník Jiangxi Open probíhal mezi 16. až 22. říjnem 2023 v čínském Nan-čchangu na otevřených dvorcích s tvrdým povrchem DecoTurf. Čínská část okruhu byla v letech 2020 a 2021 zrušena kvůli pandemii covidu-19. Od prosince 2021 do dubna 2023 WTA bojkotovala čínské turnaje v důsledku kauzy zmizení čínské tenistky Pcheng Šuaj.
Turnaj dotovaný 259 303 dolary patřil do kategorie WTA 250. Nejvýše nasazenou singlistkou se stala osmnáctá tenistka světa Beatriz Haddad Maiová z Brazílie, kterou v úvodu vyřadila Japonka Nao Hibinová. Jako poslední přímá účastnice do hlavní soutěže nastoupila Aljaksandra Sasnovičová, figurující na 89. místě. V důsledku invaze Ruska na Ukrajinu na konci února 2022 řídící organizace tenisu ATP, WTA a ITF s grandslamy rozhodly, že ruští a běloruští tenisté mohli dále na okruzích startovat, ale do odvolání nikoli pod vlajkami Ruska a Běloruska.
Pátý singlový titul na okruhu WTA Tour vybojovala 27letá Češka Kateřina Siniaková po odvrácení tří mečbolů Bouzkové ve finále. Délkou 3:32 hodiny se závěrečné utkání stalo nejdelším finále a šestým nejdelším zápasem ročníku 2023. Rovněž představovalo jedenácté finále v historii WTA, v němž se utkaly dvě české tenistky. Třetí sezónní trofej ze čtyřhry získaly Němka Laura Siegemundová s Věrou Zvonarevovou, které si triumfem zajistily poslední účastnické místo na Turnaj mistryň 2023.

## Rozdělení bodů a finančních odměn

### Rozdělení bodů
| Soutěž  | Soutěž       | vítězové | finalisté | semifinalisté | čtvrtfinalisté | 16 v kole | 32 v kole | Q  | Q2 | Q1 |
| ------- | ------------ | -------- | --------- | ------------- | -------------- | --------- | --------- | -- | -- | -- |
| dvouhra | [ 4 ] [ 10 ] | 280      | 180       | 110           | 60             | 30        | 1         | 18 | 12 | 1  |
| čtyřhra | [ 11 ]       | 280      | 180       | 110           | 60             | 1         | —         | —  | —  | —  |

### Finanční odměny
| Soutěž                                | Soutěž       | vítězové | finalisté | semifinalisté | čtvrtfinalisté | 16 v kole | 32 v kole | Q2      | Q1      |
| ------------------------------------- | ------------ | -------- | --------- | ------------- | -------------- | --------- | --------- | ------- | ------- |
| dvouhra                               | [ 4 ] [ 10 ] | 34 228 $ | 20 226 $  | 11 276 $      | 6 418 $        | 3 920 $   | 2 804 $   | 2 705 $ | 1 340 $ |
| čtyřhra                               | [ 11 ]       | 12 447 $ | 7 000 $   | 4 020 $       | 2 400 $        | 1 848 $   | —         | —       | —       |
| částka ve čtyřhrách je uvedena na pár |              |          |           |               |                |           |           |         |         |

## Ženská dvouhra

### Nasazení
| Stát                         | Hráčka                   | WTA | Nasazení |
| ---------------------------- | ------------------------ | --- | -------- |
| Brazílie                     | Beatriz Haddad Maiová    | 20. | 1.       |
| Polsko                       | Magda Linetteová         | 23. | 2.       |
| Česko                        | Marie Bouzková           | 29. | 3.       |
| Čína                         | Wang Sin-jü              | 32. | 4.       |
| Čína                         | Ču Lin                   | 35. | 5.       |
|                              | Anna Blinkovová          | 37. | 6.       |
| Francie                      | Varvara Gračovová        | 46. | 7.       |
| Španělsko                    | Sara Sorribesová Tormová | 57. | 8.       |
| Žebříček WTA k 9. října 2023 |                          |     |          |

### Jiné formy účasti
Následující hráčky obdržely divokou kartu do hlavní soutěže:
- Kuo Chan-jü
- Ťiang Sin-jü
- Wang Jü-chan

Následující hráčka nastoupila pod žebříčkovou ochranou:
- Věra Zvonarevová

Následující hráčky postoupily z kvalifikace:
- Ma Jie-sin
- Kathinka von Deichmannová
- Wej S'-ťia
- Jou Siao-ti

Následující hráčky postoupily z kvalifikace jako šťastné poražené:
- Amina Anshbová
- Ulrikke Eikeriová

### Odhlášení
před zahájením turnaje
- Elisabetta Cocciarettová → nahradila ji  Viktória Hrunčáková
- Marta Kosťuková → nahradila ji  Nao Hibinová
- Veronika Kuděrmetovová → nahradila ji Věra Zvonarevová
- Linda Nosková → nahradila ji  Kimberly Birrellová
- Bernarda Peraová → nahradila ji Valeria Savinychová
- Julia Putincevová → nahradila ji  Laura Siegemundová
- Ljudmila Samsonovová → nahradila ji  Kaja Juvanová
- Majar Šarífová → nahradila ji  Kateřina Siniaková
- Wang Si-jü → nahradila ji  Ulrikke Eikeriová

## Ženská čtyřhra

### Nasazení
| Stát                                                                        | Hráčka             | Stát        | Hráčka             | WTA  | Nasazení |
| --------------------------------------------------------------------------- | ------------------ | ----------- | ------------------ | ---- | -------- |
| Kanada                                                                      | Gabriela Dabrowská | Nový Zéland | Erin Routliffeová  | 27.  | 1.       |
| Německo                                                                     | Laura Siegemundová |             | Věra Zvonarevová   | 32.  | 1.       |
| Slovensko                                                                   | Tereza Mihalíková  | Čína        | Sü I-fan           | 91.  | 3.       |
| Japonsko                                                                    | Eri Hozumiová      | Japonsko    | Makoto Ninomijová  | 111. | 4.       |
|                                                                             | Lidzija Marozavová | Polsko      | Katarzyna Piterová | 132. | 5.       |
| Žebříček WTA k 9. října 2023; číslo je součtem umístění obou členek dvojice |                    |             |                    |      |          |

### Jiné formy účasti
Následující pár nastoupil z pozice náhradníka:
- Tuan Jing-jing /  Sün Fang-jing
- Ma Jie-sin /  Wej S'-ťia

Následující pár nastoupil z pozice náhradníka:
- Kamilla Rachimovová / Aljaksandra Sasnovičová

### Odhlášení
před zahájením turnaje
- Gabriela Dabrowská /  Erin Routliffeová → nahradily je   Kamilla Rachimovová /   Aljaksandra Sasnovičová

## Přehled finále

### Ženská dvouhra
- Kateřina Siniaková vs.  Marie Bouzková, 1–6, 7–6(7–5), 7–6(7–4)

### Ženská čtyřhra
- Laura Siegemundová /   Věra Zvonarevová vs.  Eri Hozumiová /  Makoto Ninomijová, 	6–4, 6–2